# Titularbistum Media
Media ist ein Titularbistum der römisch-katholischen Kirche.
Es geht zurück auf ein früheres Bistum im Norden des heutigen Algerien (römische Provinz Mauretania Caesariensis).
| Titularbischöfe von Media |                                   |                                                   |                |                   |
| Nr.                       | Name                              | Amt                                               | von            | bis               |
| 1                         | Antoine Hacault                   | Weihbischof in Saint-Boniface (Kanada)            | 30. Juli 1964  | 7. September 1974 |
| 2                         | Endre Kovács OCist                | Weihbischof in Eger (Ungarn)                      | 7. Januar 1975 | 29. Juli 2007     |
| 3                         | Petro Herkulan Maltschuk OFM      | Weihbischof in Odessa-Simferopol (Ukraine)        | 29. März 2008  | 15. Juni 2011     |
| 4                         | Gabriel Narciso Escobar Ayala SDB | Apostolischer Vikar in Chaco Paraguayo (Paraguay) | 18. Juni 2013  |                   |